# Contaminació tèrmica

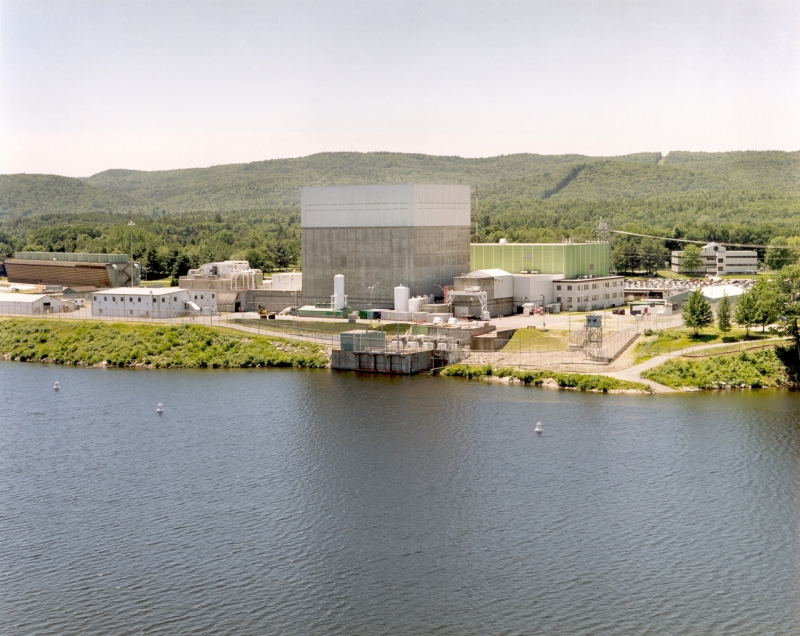
La central nuclear de Vermont Yankee aboca aigua calenta al riu Connecticut.

La contaminació tèrmica es produeix quan un procés altera la temperatura del medi de forma indesitjada o perjudicial.
El medi més habitual on es produeix és a l'aigua, ja que l'aire es dissipa més fàcilment. Però també és possible, per exemple, quan es concentra una gran quantitat d'aparells d'aire condicionat i aquests expulsen la calor cap al carrer.
Les centrals tèrmiques necessiten refrigeració, ja que no converteixen tota l'energia química en electricitat (només entre un 20-60 %) i la resta en calor. L'aigua és un bon mitjà per dissipar la calor, és accessible i té una gran inèrcia tèrmica. Per això aquestes centrals se situen prop d'un riu o el mar.
Per disminuir l'impacte abans d'abocar l'aigua calenta al riu o al mar, se sol passar per una torre d'evaporació que disminueix en part la temperatura. No obstant, concentra les sals del riu o el mar alterant les propietats físico-químiques de l'aigua.
La temperatura de sortida està regulada i s'han arribat a parar temporalment centrals nuclears perquè en alguns dies d'estiu el cabal del riu era escàs i la temperatura pujava massa.
Un altre procés que necessita eliminar calor és el liquat de gasos.
En l'altre extrem està la devolució d'aigua excessivament freda. En algunes plantes de regasificació de gas natural, s'utilitza un gran volum d'aigua de mar i es retorna més freda.
És la deterioració de la qualitat de l'aire o de l'aigua ambiental, ja sigui per increment o descens de la temperatura, afectant en forma negativa als éssers vivents i a l'ambient. Els canvis climàtics són una conseqüència d'aquests desequilibris.